# Daguang Juhui
Daguang Juhui (ur. 836, zm. 903; chiń. 大光居誨, pinyin Dàguāng Jūhuì; kor. 대광거회 Taegwang Kŏhoe; jap. Daikō Kyokai; wiet. Đại Quang Cư Hối; ur. 836 w Luoyangu, zm. 903) – chiński mistrz chan z tradycji południowej szkoły chan.

## Życiorys
Pochodził z dawnej stolicy Chin – Luoyangu. Był opisywany jako dość ascetyczny mnich, nie myślący o swoim ciele tylko o Dharmie. Nosił szatę z konopi i sandały z trawy.
Pewnego dnia Shishuang zdecydował, że nadszedł czas, aby sprawdzić zrozumienie Daguanga, więc zapytał go: „Każdego roku kraj wydaje ludzi, którzy dostają rangę [przechodząc przez imperialne egzaminy]. Czy ci ludzie wciąż składają hołd na dworze cesarskim czy nie?”
Daguang powiedział: „Zapewne jest ktoś, kto nie prosi o wejście.”
Shishuang powiedział: „Kto ci to powiedział?”
Daguang powiedział: „On nie ma imienia.”
Shishuang powiedział: „Jeśli nie dzisiaj, może kiedy indziej?”
Daguang powiedział: „On nawet nie mówi, że jest jakieś ‘dzisiaj’.”
W tego typu dialogach Daguang nigdy nie popełnił błędu. Po ponad dwudziestu latach życia w klasztorze, kongregacja zaprosiła go do podjęcia funkcji opata.
Mnich spytal Daguanga: „Ludzie tacy jak Bodhidharma stają się przodkami, tak?”
Daguang powiedział: „Nie.”
Mnich powiedział: „Jeśli Bodhidharma nie jest naszym przodkiem, to dlaczego przyszedł z zachodu?”
Daguang powiedział: „Po to, abyś nie czcił przodków.”
Mnich spytał znowu: „Po tym jak przestaniesz czcić przodków, to wtedy co?”
Daguang powiedział: „Wtedy wiesz, że oni nie są twoimi przodkami.”
Mistrz ten występuje w przypadku 93 w Biyan lu.

## Linia przekazu Dharmy zen
Pierwsza liczba oznacza kolejność pokoleń mistrzów od 1 Patriarchy indyjskiego Mahakaśjapy.
Druga liczba oznacza kolejność pokoleń od 28/1 Bodhidharmy, 28 Patriarchy Indii i 1 Patriarchy Chin.
Trzecia liczba oznacza początek nowej linii przekazu Dharmy w nowym kraju.
- 33/6. Dajian Huineng (638–713)
  - 34/7. Qingyuan Xingsi (660–740)
    - 35/8. Shitou Xiqian (700–790)
      - 36/9. Yaoshan Weiyan (751–834)
        - 37/10. Yunyan Tansheng (782–841)
          - 38/11. Dongshan Liangjie (806–869) szkoła caodong

        - 37/10. Daowu Yuanzhi (769–835)
          - '38/11. Jianyuan Zhongxing (bd)
          - 38/11. Shishuang Qingzhu (805–889)
            - 39/12. Yungai Yuanquan (bd)
              - 40/13. Yungai Jingquan (bd)

            - 39/12. Daguang Juhui (836–903)
            - 39/12. Jiufeng Daoqian (zm. 921)
              - 40/13. Heshan Wuyin (891–960)
              - 40/13. Baofeng Yanmao (bd)
              - 40/13. Guangmu Xingxiu (bd)
              - 40/13. Tong’an Changcha (bd)
              - 40/13. Letan Kuangwu (bd)
              - 40/13/1. Pŏpgyŏng Hyŏnhwi (875–941 Korea